# Wahns
Wahns település Németországban, azon belül Türingiában. Lakosainak száma 407 fő (2017. december 31.). Wahns Mehmels, Wasungen, Schwallungen, Oepfershausen, Unterkatz, Stepfershausen és Rippershausen községekkel határos.

## Népesség
A település népességének változása:

| 2017 | 407 |